# Athrotaxis selaginoides

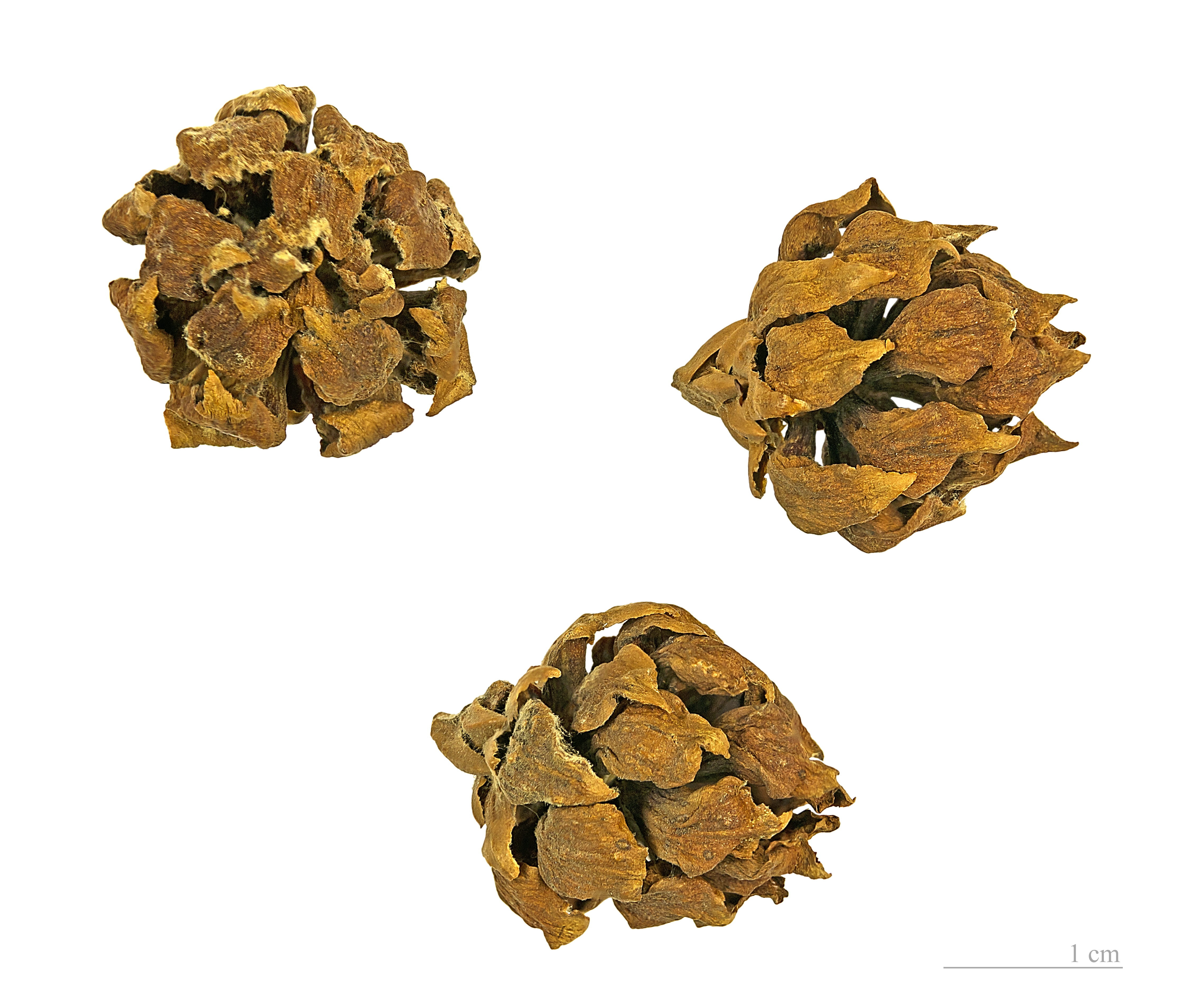
Athrotaxis selaginoides

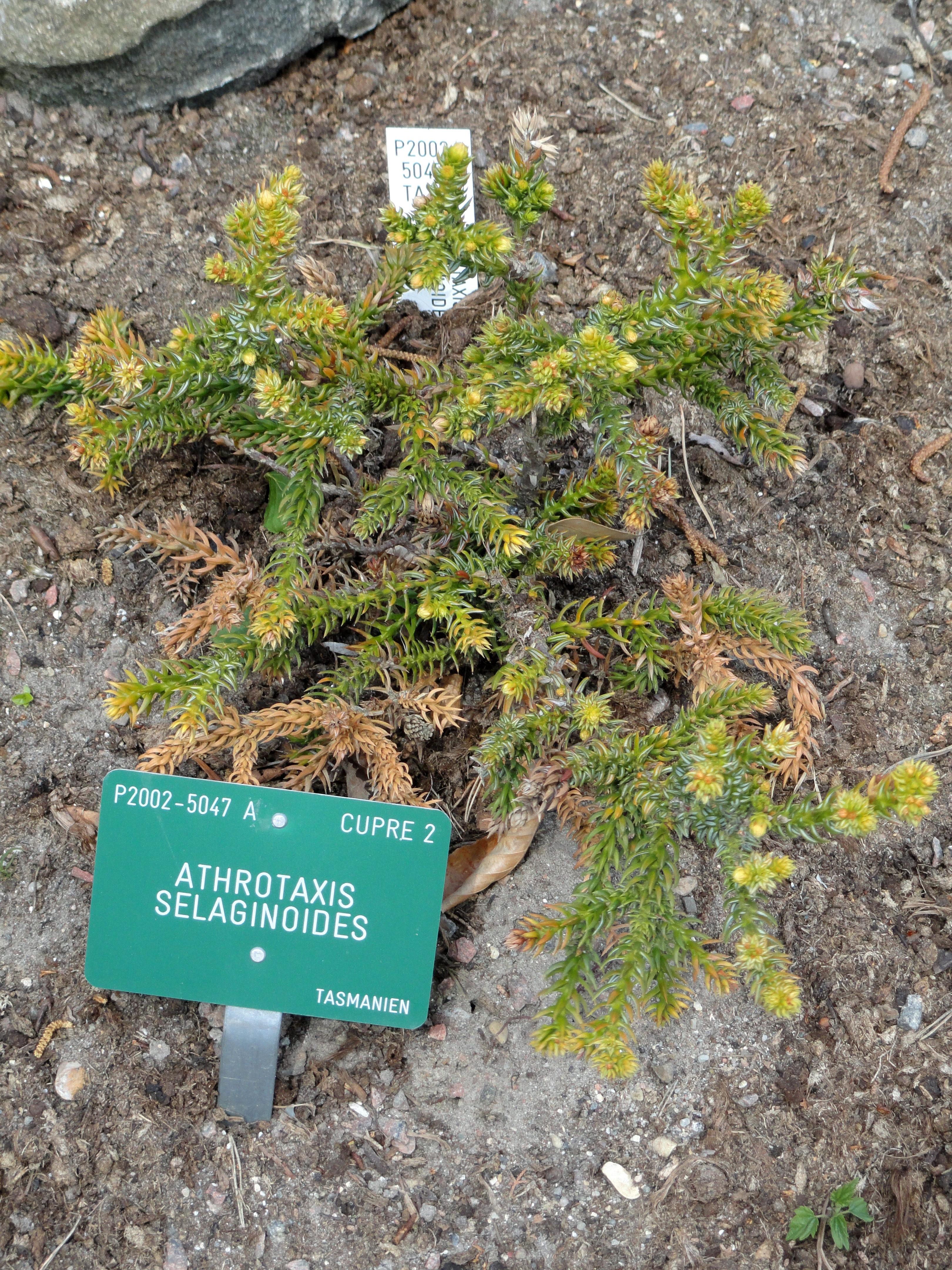
Vista de la planta

Athrotaxis selaginoides, el cedro del rey Guillermo, es una especie arbórea de la familia de las Cupresáceas, endémica de Tasmania en Australia. Allí crece a 400–1.120 m de altitud. En su hábitat en las montañas la nieve en invierno es muy usual. Con frecuencia se le llama Pino del Rey Guillermo, sin embargo no es un pino.

## Descripción
Es un árbol perennifolio conífero creciendo a 20–30 m de alto, con un tronco de hasta 1.5 m de diámetro. Las hojas se parecen a garras, 7–18 mm de largo y 3–4 mm de ancho, dispuestas en espiral en las yemas. Los conos son globosos, 15–30 mm de diámetro, con 20–30 escamas dispuestas en espiral; maduran aproximadamente seis meses después de la polinización. Los conos del polen miden 4–5 mm de largo.
La especie está amenazada, siendo la mayor causa de su declinación los incendios fuera de control provocados para limpiar los escombros de la tala después de la cosecha de madera de los cercanos bosques de Eucalyptus; cerca de un tercio de la distribución de la especie se ha perdido debido a los incendios del siglo XX. Sin embargo la mayoría de los sitios están en áreas protegidas, el fuego aún continúa siendo un riesgo serio para la especie. La tala para su madera también ha causado alguna disminución.
Lejos de su distribución natural, es ocasionalmente cultivado como árbol ornamental en el noroeste de Europa. Prospera en Escocia donde recibe las lluvias necesarias para su buen crecimiento. y produce semillas fértiles ahí.

## Taxonomía
Athrotaxis selaginoides fue descrita por David Don y publicado en Annals of Natural History 1: 235. 1838.
Etimología
Athrotaxis: nombre genérico que proviene de dos palabras griegas: athros = "lleno", y taxis = "arreglo", en referencia a la disposición de la superposición de las hojas.
selaginoides: epíteto compuesto que significa "similar a Lycopodium selago.
Sinonimia
- Athrotaxis alpina Van Houtte ex Gordon
- Athrotaxis gunneana Hook. ex Carrière
- Athrotaxis imbricata Carrière
- Athrotaxis selaginoides var. pyramidata Mouill.
- Cunninghamia selaginoides Zucc.[10]